# Maria Bursuc
Maria Diana Bursuc (* 6. August 1986 in Botoșani, Rumänien) ist eine ehemalige rumänische Rudersportlerin. Sie ist dreifache Europameisterin und gewann zwei WM-Medaillen im Rudern.

## Karriere
Im Jahr 2002 begann Bursuc mit dem Rudersport und bereits zwei Jahre später gewann sie ihre erste internationale Goldmedaille bei den Weltmeisterschaften der Junioren im Achter. In der Folge startete sie lange in der U23-Altersklasse im Doppelvierer, wo ihr zwei Titel bei den Jahrgangs-Weltmeisterschaften in den Jahren 2006 und 2008 gelangen. Ab der Saison 2007 wurde sie über den Frauen-Doppelzweier auch an die offene Altersklasse herangeführt, indem sie bei den Europameisterschaften 2007 und 2008 starten durfte. Dort gelang allerdings zweimal lediglich die Teilnahme am B-Finale, wo ein siebter und ein achter Platz erreicht wurden.
Ab 2009 konnte sich Bursuc einen Platz im starken rumänischen Frauen-Achter sichern. Dieser gewann zwischen 2007 und 2014 durchgängig den EM-Titel, und in den Jahren 2009 bis 2011 war Bursuc an diesen Erfolgen beteiligt. Bei den Ruder-Weltmeisterschaften 2009 und 2010 errang sie mit der Mannschaft außerdem zwei weitere Medaillen. Zur olympischen Saison 2012 rutschte Bursuc allerdings aus der Achtermannschaft heraus, so dass sie die Qualifikation für die Olympischen Sommerspiele 2012 in London verpasste. Im Doppelzweier errang sie zusammen mit Adelina Cojocariu noch eine Bronzemedaille bei den Ruder-Europameisterschaften 2012. Bursuc beendete ihre internationale Ruderkarriere schließlich nach der olympischen Saison.
Bursuc startete für den Verein Stiinta CS. Ihr Wettkampfgewicht betrug rund 69 kg.